# Гребёнковский район
Гребёнковский район (укр. Гребінківський район) — упразднённая административная единица на северо-западе Полтавской области Украины. Административный центр — город Гребёнка.

## География
Гребёнковский район расположен на северо-западе Полтавской области Украины.
С ним соседствуют
Оржицкий,
Лубенский,
Пирятинский районы Полтавской области и
Драбовский район Черкасской области.
Площадь района — 600 км².
Административным центром района является город Гребёнка.
Через район протекают реки
Слепород,
Гнилая Оржица,
Сухая Оржица.

## История
Район образован в 1923 году. Упразднён 30 декабря 1962 года, восстановлен 8 декабря 1966 года.

## Демография
Население района составляет 21 878 человек (2019),
в том числе городское — 10 713 человек,
сельское — 11 165 человек.

## Административное устройство
Район включает в себя:
| - Городских советов: 1 - Сельских советов: 16 | - Городов: 1 - Сёл: 41 |

### Местные советы[7]
| - Гребёнковский городской совет - Александровский сельский совет - Берёзовский сельский совет - Григоровский сельский совет - Караваевский сельский совет - Кулажинский сельский совет - Майорщинский сельский совет - Марьяновский сельский совет - Наталовский сельский совет | - Овсюковский сельский совет - Сербиновковский сельский совет - Рудковский сельский совет - Слободо-Петровский сельский совет - Стукаловский сельский совет - Тарасовский сельский совет - Тополевский сельский совет - Ульяновский сельский совет |

### Населённые пункты[8]
| с. Александровка с. Алексеевка с. Берёзовка с. Беседовщина с. Высокое с. Горбы г. Гребёнка с. Григоровка с. Грушковка с. Гулаковка с. Есаульщина | с. Загребелье с. Караваи с. Корнеевка с. Кулажинцы с. Лутайка с. Майорщина с. Марьяновка с. Михайловка с. Наталовка с. Новодар с. Новосёловка | с. Овсюки с. Оржица с. Отрадное с. Павловщина с. Писарщина с. Покровщина с. Полевое с. Почаевка с. Рудка с. Саевка с. Свитанок | с. Семаки с. Сербиновка с. Скочак с. Слепород-Ивановка с. Слободо-Петровка с. Сотницкое с. Стукаловка с. Тарасовка с. Тополевое |

#### Ликвидированные населённые пункты[9]
| с. Окоп |